# 斯科洛比夫 (切爾沃諾阿爾米西克區)
50°31′2″N 28°18′49″E / 50.51722°N 28.31361°E
斯科洛比夫（烏克蘭語：Сколобів）是烏克蘭北部的村莊，隸屬日托米爾州的日托米爾區。該村面積1.91平方公里，海拔高度223米，2001年人口359，人口密度每平方公里187.96人。